# Cantonul Schaffhausen
Cantonul Schaffhausen (pronunție retoromană:  audio; germană:  audio) este unul dintre cantoanele Elveției. Principalul oraș și capitala cantonului este Schaffhausen.

## Geografie

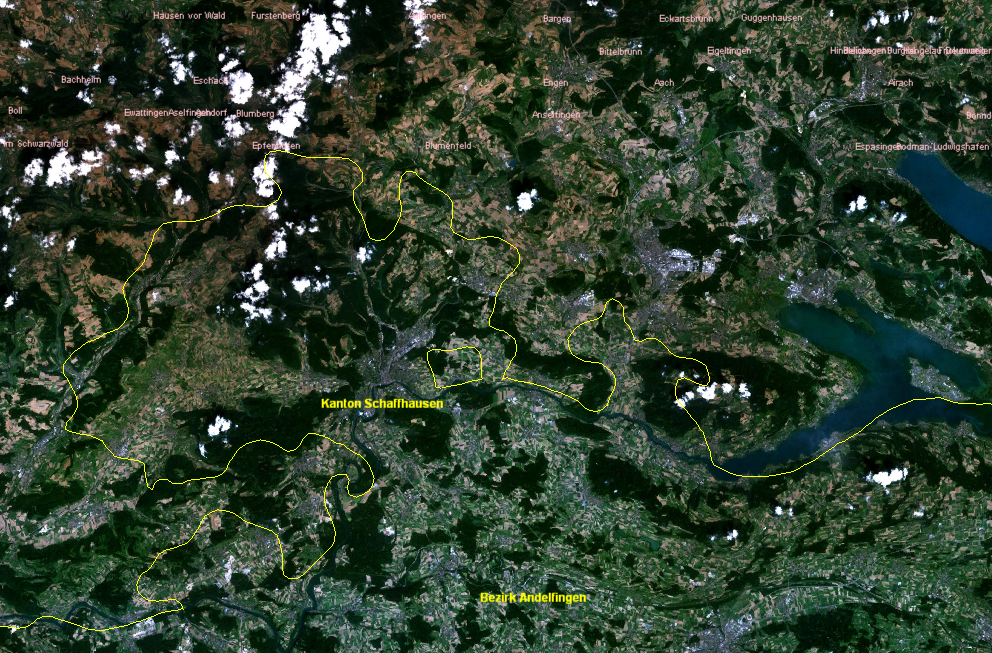
Hartă din satelit a regiunii

Cantonul Schaffhausen este cel mai nordic canton al țării, aflat la nord de Zürich și la vest de Lacul Konstanz, cu o suprafață de 298 km², în general pământ fertil pentru agricultură.
Cantonul este aproape în întregime înconjurat de Germania, care se află la nord, est și vest de el. Este împărțit în trei părți: cea mai mare conține capitala Schaffhausen. Districtele mai mici Rüdlingen-Buchberg se află în sud-vestul său, la nord de Stein am Rhein, iar a treia parte conține Ramsen către est. Mai mult, exclava germană a orașului Büsingen am Hochrhein este o enclavă a cantonului.
Cea mai mare parte a cantonului se află pe un platou dominat de Hoher Randen. Vârful acestui munte se află la 912m, iar pantele sale sunt puțin abrupte către sud, spre valea Rinului. Văi scurte și înguste se intersectează cu aceste pante line, una dintre acestea fiind Klettgau.
Cascada Rinului (Rheinfall) este cea mai mare cascadă din Europa, aflându-se la granița dintre cantonul Schaffhausen, cantonul Zürich și Germania.

## Istorie
Schaffhausen era un oraș-stat în Evul mediu, care, începând cu 1045, bătea monedă proprie. Era cunoscut sub numele de Villa Scafhusun. În jurul anului 1049, aici a fost fondată o mănăstire benedictină, care a dus la dezvoltarea comunității. A obținut independența în 1190, și până în 1218 Schaffhausen a fost un oraș imperial liber. Până în 1330 cantonul nu doar și-a pierdut toate pământurile, dar și independența în fața habsburgilor. Și-a recâștigat independența în 1415 când s-a răscumpărat, apoi, în 1454, s-a aliat cu Zürich, devenind un membru cu drepturi depline al Confederației elvețiene în 1501. Prima cale ferată a fost construită la în 1857. În 1944 Schaffhausen a suferit de pe urma unui bombardament accidental al Forțelor Aeriene Americane care au deviat de la traseul lor către Germania în Elveția neutră.
Constituția cantonală a fost elaborată în 1876 și revizuită în 1895.

## Economie
Aici este cultivat cunoscutul vin alb Riesling. Principalele industrii sunt construcția de mașini și metalurgică, precum și fabricarea ceasurilor și prelucrarea pietrelor prețioase. Alte ramuri industriale mai puțin importante sunt industria textilă, pielăritul, industria sticlei, a cimentului, hârtiei și produselor chimice. Există de asemenea o distilerie în acest canton.
La Rheinau se află o centrală hidroelectrică ce generează electricitate, atât pentru canton, cât și pentru export. Cea mai mare cerere de electricitate vine din partea industriei chimice de la Rheinfelden și de la uzina de aluminiu de la Neuhausen am Rheinfall. Orașul Schaffhausen folosește de asemenea o mare parte din electricitatea de la Rheinau.
Schaffhausen este de asemenea un nod feroviar important cu trenuri din Elveția și Germania.

## Demografie
În 2002 cantonul avea 73 400 de locuitori, majoritatea vorbitori de germană și de religie protestantă.